# Boljermyrtjärnen
Boljermyrtjärnen är en sjö i Skellefteå kommun i Västerbotten och ingår i Byskeälvens huvudavrinningsområde. Boljermyrtjärnen ligger i Byskeälven Natura 2000-område.